# Михельсон, Артур Иванович
Арту́р Ива́нович Михельсо́н (латыш. Artūrs Mihelsons, 1898, Рига — 1939, Москва) — депутат Верховного Совета СССР 1-го созыва, деятель органов охраны правопорядка и государственной безопасности, народный комиссар внутренних дел Крымской АССР, майор государственной безопасности (1937). Входил в состав особой тройки НКВД СССР.

## Биография
Родился в латышской семье, отец был рабочим-шлифовщиком.
Чернорабочий на постройке грязелечебницы в Ессентуках с июня 1913 по август 1914, затем чёрнорабочий в технической конторе А. Э. Эрихсона в Москве с сентября 1914 по ноябрь 1917. В 1916—1917 слушатель Московских вечерних электротехнических курсов. Член РСДРП(б) с 1917. С декабря 1917 по август 1918 помощник комиссара милиции 1-го Мясницкого участка в Москве.
В 1918—1921 в РККА. Уполномоченный по борьбе с контрреволюцией организационно-мобилизационного отдела Восточного фронта по Яранскому уезду с августа по ноябрь 1918. Начальник пулемётной команды 6-го боевого заградотряда 1-й Камышинской стрелковой дивизии с декабря 1918 по июнь 1919. Заведующий техническим бюро агентурной части разведывательного отдела штаба 10-й армии с июля 1919 по июнь 1920. Заведующий техническим бюро регистрационного отдела штаба Кавказского фронта с июня по октябрь 1920. Начальник регистрационного отдела 33-й стрелковой дивизии 10-й армии с октября 1920 по июль 1921. По сообщениям, лично расстрелял в Крыму 3000 пленных белогвардейцев, их жен и детей (Седерхольм, «В Разбойном Стане»).
В 1921—1922 начальник Информационно-агентурного отдела Горской областной ЧК — облотдела ГПУ.
В 1922—1923 начальник Секретно-оперативной части Грозненско-Чеченского облотдела ГПУ.
В 1923—1928 и. о. начальника, начальник Кабардино-Балкарского облотдела ГПУ.
В 1928—1929 начальник Таганрогского окротдела ГПУ.
В 1929—1930 начальник Сальского окротдела ГПУ. В 1931—1932 начальник Армавирского горотдела ГПУ (Северо-Кавказский край), начальник Особого отдела ГПУ 10-й кавалерийской дивизии (Северо-Кавказский ВО), заместитель начальника Управления рабоче-крестьянской милиции и уголовного розыска Полномочного представительства ОГПУ по Северо-Кавказскому краю.
В 1931—1937 начальник Управления рабоче-крестьянской милиции Полномочного представительства ОГПУ — Управления НКВД по Северо-Кавказскому — Орджоникидзевскому краю, при этом в 1931—1934 заместитель полномочного представителя ОГПУ при СНК СССР по Северо-Кавказскому краю по милиции.
В 1935—1937 помощник начальника Управления НКВД по Северо-Кавказскому — Орджоникидзевскому краю. В июне-октябре 1937 заместитель начальника Управления НКВД по Горьковской области.
С октября 1937 по август 1938 народный комиссар внутренних дел Крымской АССР, одновременно начальник Особого отдела ГУГБ НКВД Черноморского флота. Этот период отмечен вхождением в состав особой тройки, созданной по приказу НКВД СССР от 30.07.1937 № 00447 и активным участием в сталинских репрессиях.

### Образование
- 2-классное городское училище им. Капцова в Москве (1910—1912);
- 1 год в подготовительном классе гимназии им. М. В. Ломоносова в Москве (1912—1913);
- Вечерние электротехнические курсы в Москве (1916—1917), получил специальность шофёра;
- Курсы подготовки в ВУЗ при Инженерно-экономическом институте в Ростове (1931).

### Арест и смерть
С 29 августа 1938 становится начальником Московско-Окского речного пароходства, работал по 10 декабря 1938. Арестован в декабре 1938. Расстрелян. Реабилитирован не был.

## Звания
- 11 июля 1936 — старший майор милиции;
- 24 июня 1937 — майор государственной безопасности.

## Награды
- 28 декабря 1927 — орден Красного Знамени[4]
- 19 декабря 1937 — орден Красной Звезды[5];
- 1931 — Знак «Почётный сотрудник государственной безопасности»;
- 1933 — Знак «Почётный работник рабоче-крестьянской милиции»;
- 1934 — Знак «Почётный сотрудник государственной безопасности»;
- 22 февраля 1938 — юбилейная медаль «XX лет Рабоче-Крестьянской Красной Армии».